# Sarrance
Sarrance ist eine französische Gemeinde mit 155 Einwohnern (Stand 1. Januar 2022) im Département Pyrénées-Atlantiques in der Region Nouvelle-Aquitaine (vor 2016: Aquitanien). Sie gehört zum Arrondissement Oloron-Sainte-Marie und zum Kanton Oloron-Sainte-Marie-1 (bis 2015: Kanton Accous).
Der Name in der gascognischen Sprache lautet ebenfalls Sarrance.
Der Ursprung des Namens ist eine Ableitung des lateinischen Worts sera (deutsch Riegel). Die Bewohner werden Sarrançais und Sarrançaises genannt.

## Geographie

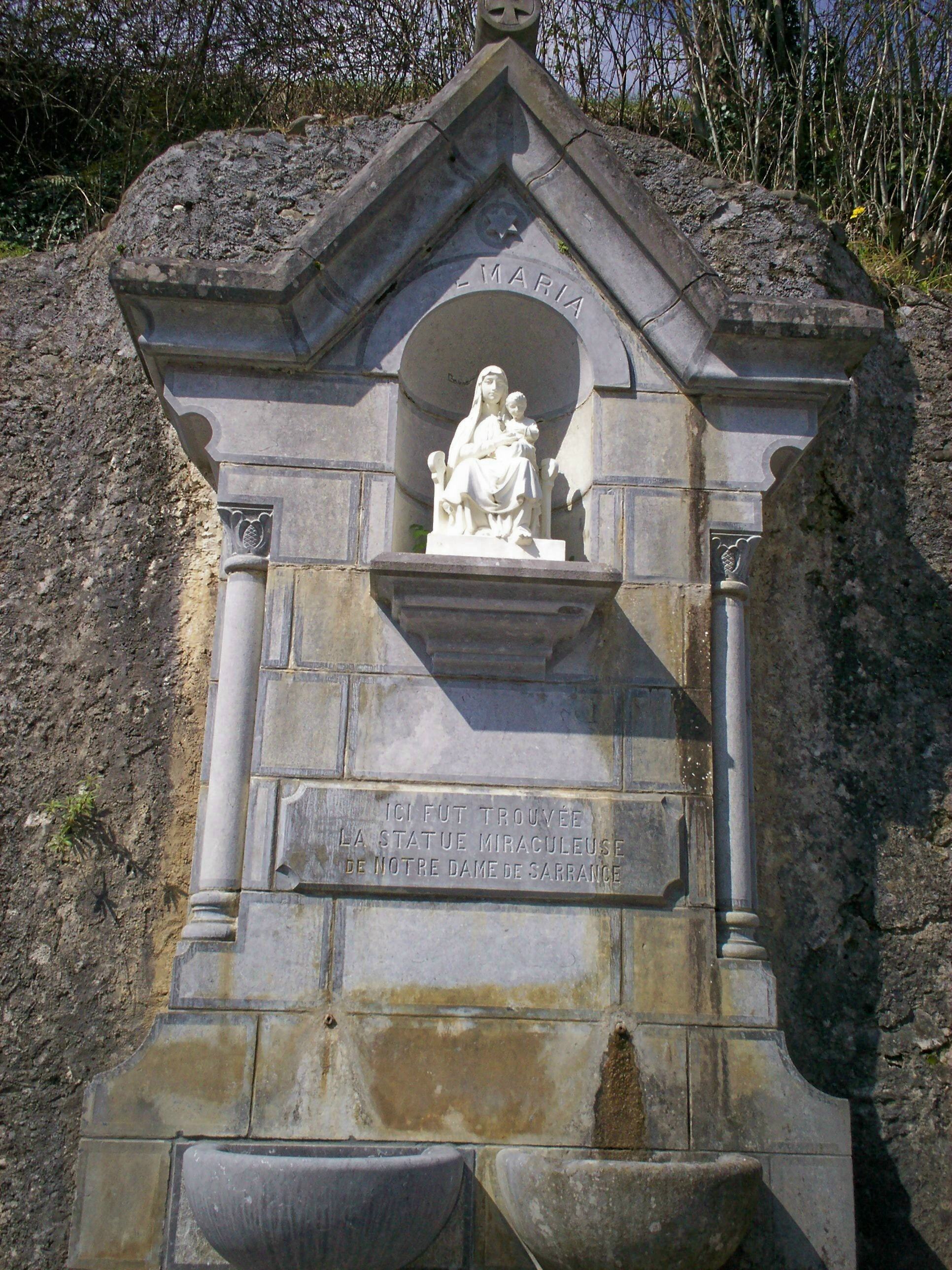
Bildstock in Sarrance

Sarrance liegt ca. 15 km südlich von Oloron-Sainte-Marie im Aspetal in der historischen Provinz Béarn.
Die höchste Erhebung im Gebiet der Gemeinde ist am Fuße des Mailh Massibé (1973 m).
Umgeben wird Sarrance von den Nachbargemeinden:
|                 | Asasp-Arros Escot                           | Bielle   |
| Issor           | Kompassrose, die auf Nachbargemeinden zeigt | Bilhères |
| Lourdios-Ichère | Osse-en-Aspe Bedous Aydius                  |          |

Sarrance liegt im Einzugsgebiet des Flusses Adour.
Das Zentrum der Gemeinde befindet sich am linken Ufer des Gave d’Aspe, der beim Zusammenfluss mit dem Gave d’Ossau weiter flussabwärts gemeinsam den Gave d’Oloron bildet.
Zuflüsse des Gave d’Aspe strömen durch das Gebiet der Gemeinde,
- der Ruisseau l’Aygue Bère mit seinen Nebenflüssen,
  - dem Arrec de la Méninère,
  - dem Arrec de Gousset,
  - dem Ruisseau de la Lie,
  - dem Soulé,
  - dem Ruisseau de Coucourou mit seinem Nebenfluss,
    - dem Ruisseau de la Coume, und

  - dem Ruisseau de Saillen,
- der Ruisseau d’Espalungue,
- der Ruisseau de Bosdapous,
- der Arrec de la Poursiouque,
- der Gassat mit seinem Nebenfluss,
  - dem Ruisseau de Bourdiou,
- der Ruisseau de l’Aulouret und
- der Ruisseau d’Isson.

Außerdem entspringt im westlichen Gemeindegebiet der Ruisseau Arric, ein Nebenfluss des Gave de Lourdios.

## Geschichte
Sarrance ist eine der ältesten Orte der Verehrung der Jungfrau der Pyrenäen. Bereits 1140 wird die Verehrung in den Texten mit den Privilegien erwähnt, die Papst Innozenz II. dem Priorat gewährte. Dieses wurde ab 1345 von Prämonstratenser geführt und unterstand der Abtei Saint-Jean de la Castelle in Duhort-Bachen im heutigen Département Landes. Die Wallfahrt ist aus einer Legende des 8. Jahrhunderts entstanden und im Testament von Gaston II., Graf von Foix und Vicomte von Béarn, bestätigt worden. Eine Kapelle wurde gebaut, genannt Notre-Dame-de-la-Pierre oder la Vierge noire („Schwarze Jungfrau“), in der die Gläubigen für den Schutz gegen Hagel und Gewitter oder gegen Krankheiten beten konnten. Sie soll sogar für Wunderheilungen gesorgt haben. Die Stätte erlangte in der Folge ein Renommee, denn Persönlichkeiten ihrer Zeit kamen nach Sarrance, beispielsweise Margarete von Navarra, die hier ihren Heptaméron geschrieben haben soll, begleitet von Erasmus von Rotterdam und Pierre de Ronsard.
Sarrance liegt an der Via Tolosana, einem der vier historischen „Wege der Jakobspilger in Frankreich“ nach Santiago de Compostela. Ein Hospital wurde aus diesem Grund um 1364 errichtet, das nach der Zerstörung in den Hugenottenkriegen als Pilgerherberge wieder aufgebaut wurde. Es gab ein Laienkloster, das dem Vicomte von Béarn unterstand. 1591 wurde ein Thermalbad errichtet, das aus zwei Quellen gespeist wurde, eine davon reich an Bikarbonat und Kalzium, deren Versiegen das Ende der Thermen bedeutete, und eine kalte, eisenhaltige Quelle. Im 17. Jahrhundert wurde das Bad von Persönlichkeiten bereits vielbesucht. Der Strom der Besucher erreichte seinen Höhepunkt im 18. und im 19. Jahrhundert.
Am 22. Mai 1778 wurde Sarrance von Bedous unabhängig.
Toponyme und Erwähnungen von Sarrance waren:
- Oratorium Beatæ de Sarrancia (1345, Urkunden der Vicomté von Béarn),
- Hospitau de Nostre-Dame de Sarrance (1364, Urkunden aus Sarrance),
- Sarransce und Nostre-Done de Sarranse (1396 bzw. 1450, Notare aus Lucq-de-Béarn) und
- Sarrance (1750, 1793 und 1801, Karte von Cassini, Notice Communale bzw. Bulletin des Lois).[5][7][8]

### Einwohnerentwicklung
Die Gemeinde erreichte einen Höchststand ihrer Größe mit rund 1270 Einwohnern in der Mitte des 19. Jahrhunderts. In der Folge setzte eine Phase der Stagnation mit kurzen Erholungen ein, die bis heute andauert.
| Jahr      | 1962 | 1968 | 1975 | 1982 | 1990 | 1999 | 2006 | 2009 | 2022 |
| --------- | ---- | ---- | ---- | ---- | ---- | ---- | ---- | ---- | ---- |
| Einwohner | 429  | 214  | 224  | 229  | 228  | 233  | 218  | 203  | 155  |

## Sehenswürdigkeiten

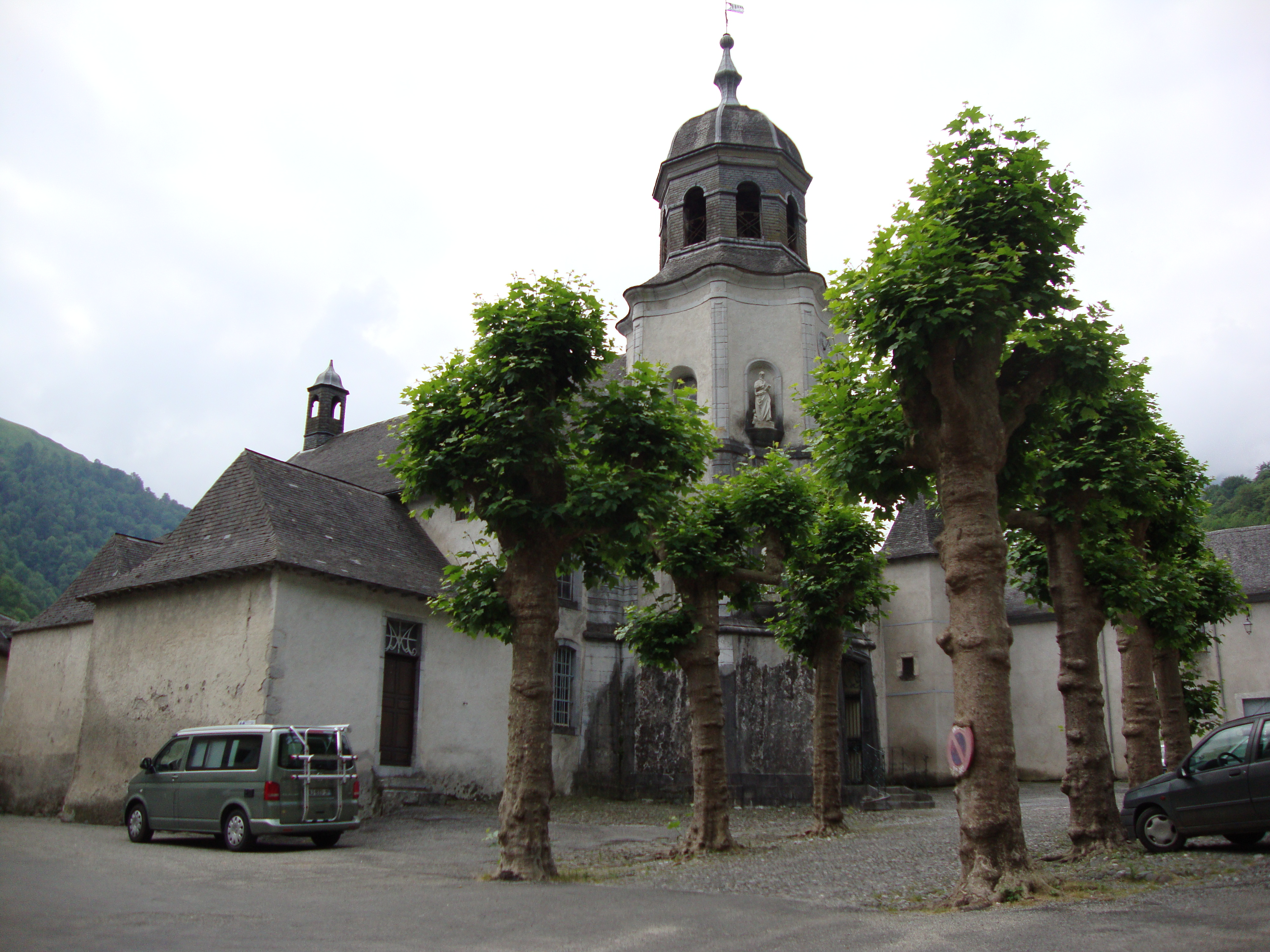
Pfarrkirche Notre-Dame-de-l’Assomption

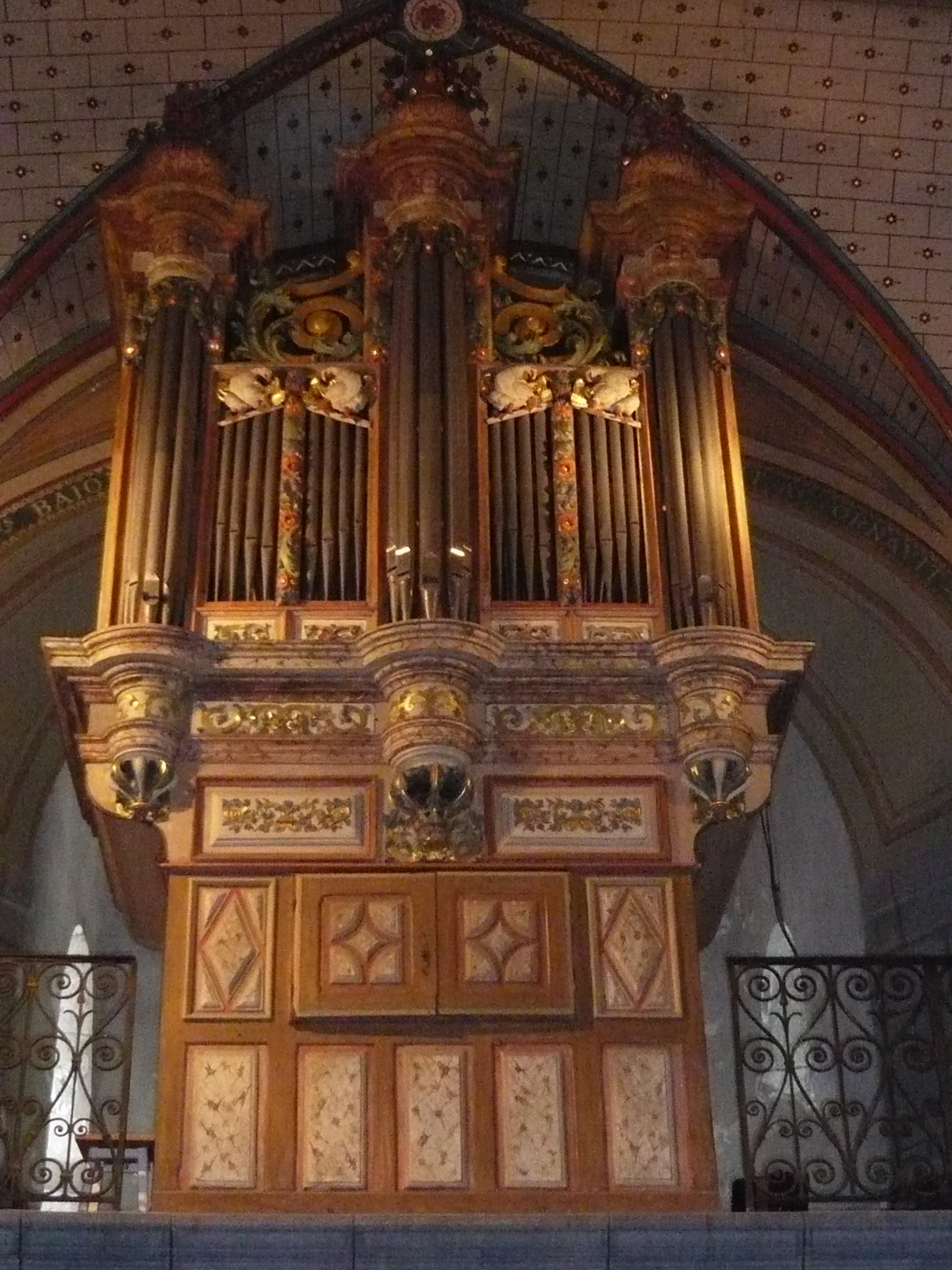
Orgel

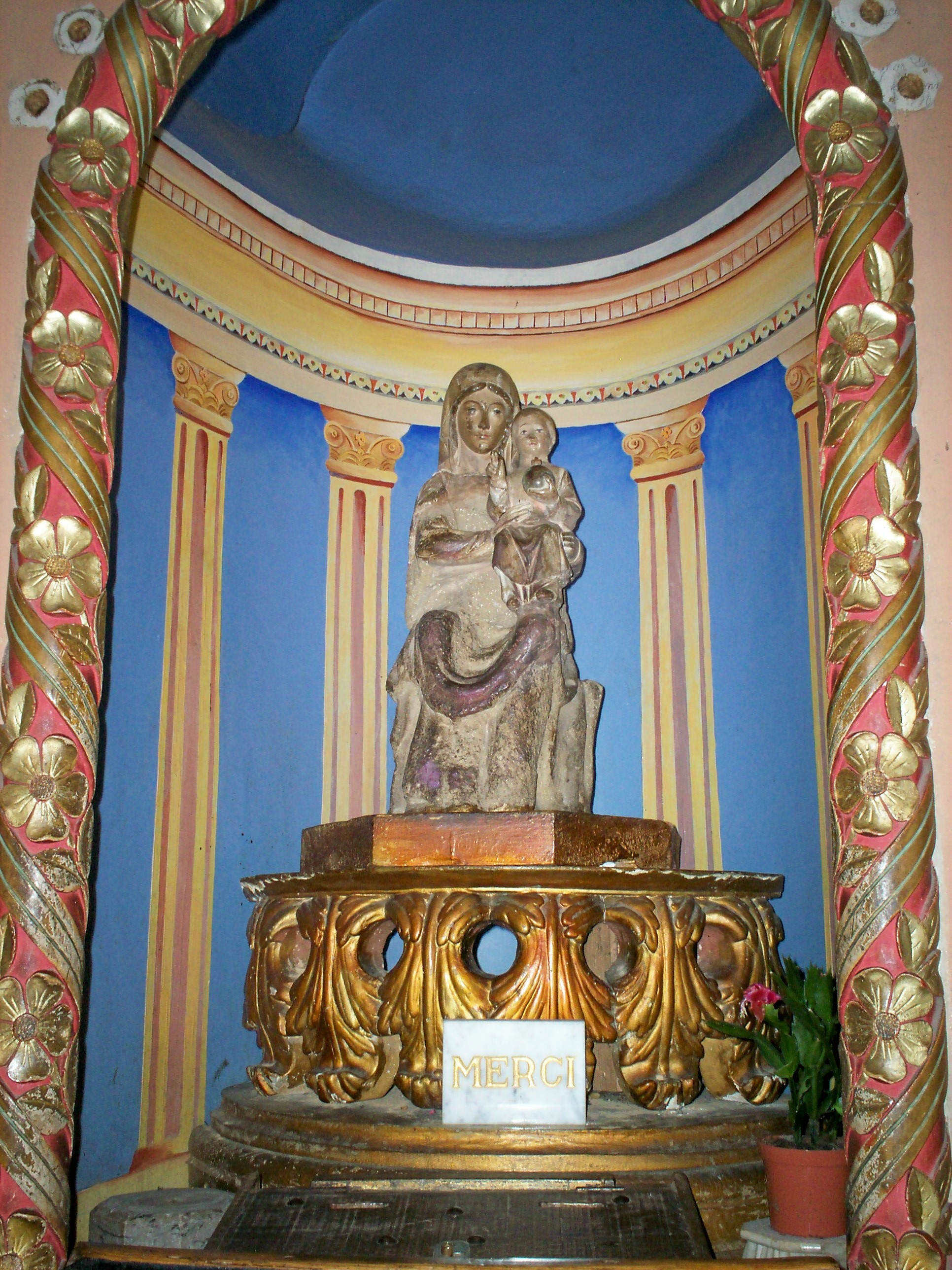
Marienstatue

Drei kirchliche Gebäude umschließen einen Platz auf drei Seiten. Auf der linken Seite befindet sich die Pfarrkirche mit einem vorstehenden Glockenturm. An diese schließt sich das ehemalige Kloster an. Die beiden anderen Gebäude hinten und rechts bildeten die Wohngebäude der Mönche. Die gesamte Einheit ist seit dem 16. März 2016 als Monument historique klassifiziert.

### Pfarrkirche
Die Mariä Himmelfahrt gewidmete Kirche hat ihren Ursprung in einer Kapelle, die im Mittelalter errichtet und fortan eine Wallfahrtsstätte der Marienverehrung aufgrund einer Legende wurde. Diese erzählt, dass einst ein Bauer sich wunderte, dass sein Stier sich jeden Tag in eine bestimmte Richtung aufmachte. Er folgte ihm und sah ihn auf einen Felsen kniend vor einer Marienstatue in einer Bucht im Flussbett. Auch wenn sie sich an mehreren Orten sehen ließ, so kehrte die Statue an dem Platz im Wasser zurück und zog Gläubige und Neugierige an. Ein Schutz für die Statue wurde errichtet, aber eine Gebetsstätte wurde angesichts der wachsenden Schar der Gläubigen notwendig. Eine Kapelle auf dem Ufer wurde errichtet. Von diesem romanischen Bau aus dem 11. oder 12. Jahrhundert haben Reste als Fundamente der Apsis der heutigen Kirche die Jahrhunderte überdauert. 1569 wurde die Kapelle in den Hugenottenkriegen durch einen Brand verwüstet. Im 17. Jahrhundert wurde die heutige Pfarrkirche gebaut, wie die Jahreszahl „1679“ unter dem Giebel im südwestlichen Teil bezeugt. Die Zahl der Wallfahrer blieb bis zum 18. Jahrhundert unregelmäßig, dann bis zur Französischen Revolution ansteigend. Während der Revolution wurde die Kirche verwüstet, in der zweiten Hälfte des 19. Jahrhunderts restauriert. 1852 übernahmen die Priester des Heiligsten Herzens Jesu das Heiligtum. 1863 wurden Glasfenster von Antoine Lusson, weitere nach 1875 von Henri Feur geschaffen. Gemälde von Bertrand Bernard datieren aus dem Jahr 1866.
Das Langhaus bietet Raum für ein Haupt- und zwei Seitenschiffe und birgt eine Kanzel, die aus der Zeit vor der Revolution stammt. Das Taufbecken zeigt Darstellungen der vier Evangelisten. Die Orgel hat einige Spuren der Goldblattauflagen des 17. Jahrhunderts behalten. Die Holztäfelung an der Südwand stammt aus dem 18. Jahrhundert. Oberhalb jedes Beichtstuhls erinnert ein Bild an die Pflichten des Sünders. Ein Reliquienschrein aus dem 18. Jahrhundert aus vergoldetem Holz enthält zwei Ampullen und zwei Medaillons. Im unteren Teil des Hauptaltars, der den Chor vom Langhaus trennt, zeigt eine Inschrift in Form eines Mosaiks die Stelle der Grabstätte eines Bischofs von Oloron an. Der Chor ist mit Säulen verschönert, die mit Ornamenten in Form von Tauben und Weintrauben verziert sind. Die Gemälde von Bertrand Bernard im Chor illustrieren die Wurzel Jesse.
Im Chor befindet sich auch eine Statue, die Maria mit Jesuskind darstellt. Sie datiert aus dem 14. Jahrhundert, jedoch sind nur die Beine aus dem Originalwerk. Die Köpfe Marias und des Jesuskinds sind 1890 mithilfe eines gelben Mörtels hinzugefügt worden. Der ursprüngliche Kopf wird in der Sakristei der Pfarrkirche aufbewahrt. Erzählungen besagen, dass die Statue während der Hugenottenkriege und der Revolution in einer Grotte versteckt wurde und dort der Arm und das Jesuskind verloren gegangen sein sollen.

### Kloster

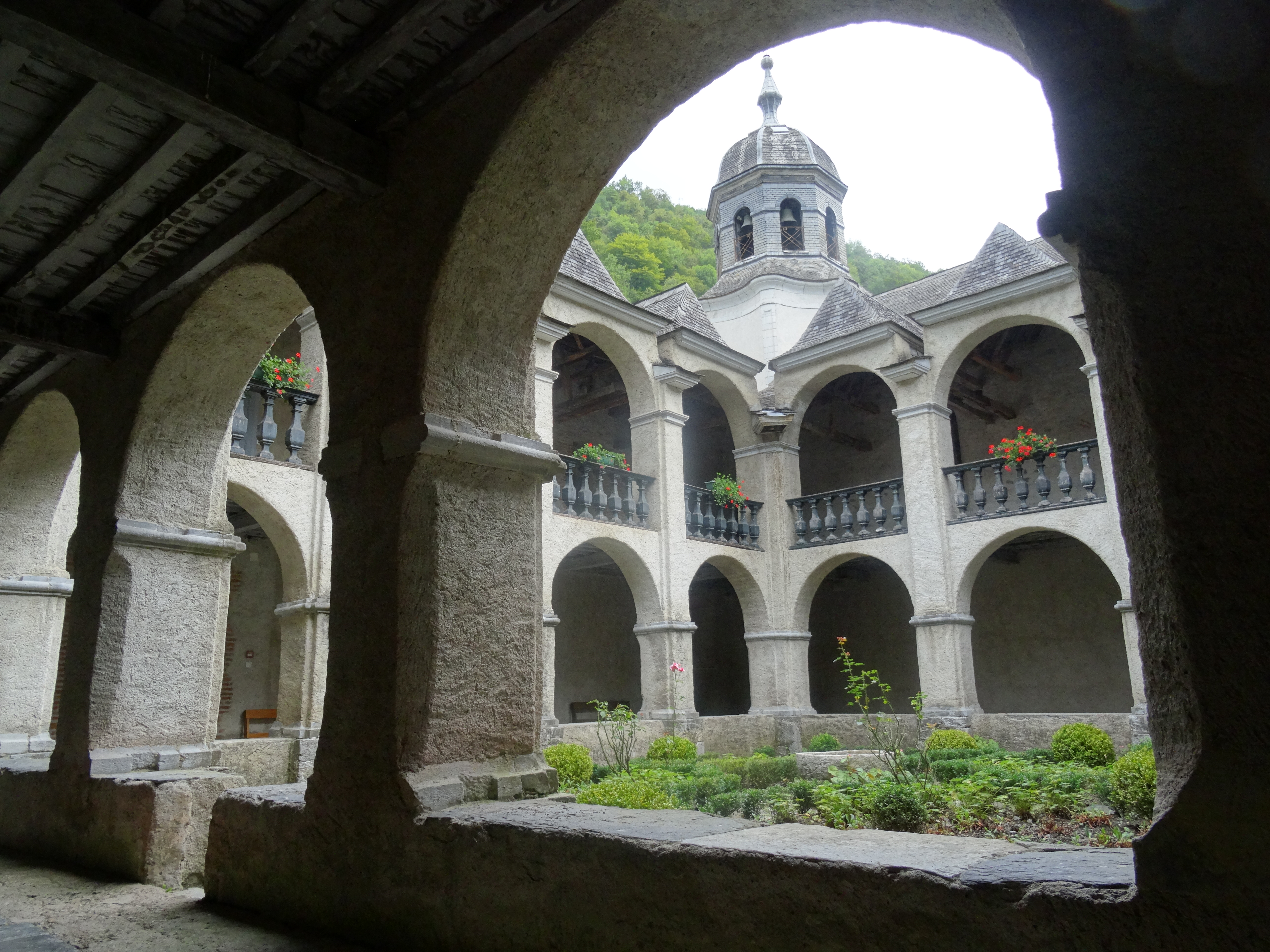
Kreuzgang des Klosters

Das heutige Gebäude datiert aus dem 17. Jahrhundert, nachdem der Vorgängerbau wie die Kirche im Jahre 1569 in Brand gesteckt worden war. Zu Beginn des 17. Jahrhunderts, im Jahre 1609, wurde es gleichzeitig mit der Kirche restauriert. Während der Revolution wurde das Kloster als „Nationales Gut“ verkauft. An der südwestlichen Gebäudeecke könnten Reste des Vorgängerbaus zutage getreten sein. Das ehemalige Refektorium der Prämonstratenser besitzt einen großen Brunnen mit einem Becken aus Marmor und einen Kamin mit Holztäfelung, über dem ein Marienbildnis auf einem Gemälde zu sehen ist. Im oberen Teil der Wände zeigen Ausschmückungen aus Stuck Jagdszenen sowie Allegorien der Musik und des Ackerbaus. Die Galerie im Erdgeschoss, deren Boden mit Grabplatten ausgelegt ist, war früher sicherlich mit einem Holzgitter verschlossen. Die Galerie im ersten Stock ist mit einer Balustrade verziert. Die Küchen haben ihre Kamine bewahrt, während von der Ausstattung der Klosterzellen nichts überdauert hat.

### KapelleNotre-Dame-de-la-Pierre
Die Prämonstratenser bauten mehrere Kapellen in Sarrance, um die Stationen des Kreuzwegs und der Prozessionen der Wallfahrer zu markieren. Die erste Kapelle wurde an der Stelle errichtet, an der die Marienstatue der Legende nach gefunden worden war. Das Gebäude wurde 1651 in den Aufzeichnungen erwähnt und am 18. September 1772 durch eine Flut weggerissen. Die heutige Kapelle wurde nur leicht versetzt von der gleichen Stelle im späten 18. Jahrhundert errichtet. Der kleine Bau auf quadratischem Grundriss ist mit einem Kirchenschiff, einem mit Schiefer gedeckten Walmdach und einem kleinen Glockenturm ausgestattet, der mit einer Haube gedeckt ist. Ursprünglich war das Innere der Kapelle mit einem Altar und polychromen Tafeln ausgestattet, die die Entdeckung der Marienstatue illustrieren. Diese Ausstattungsgegenstände wurden vor einigen Jahren in die Pfarrkirche verbracht.

## Wirtschaft und Infrastruktur

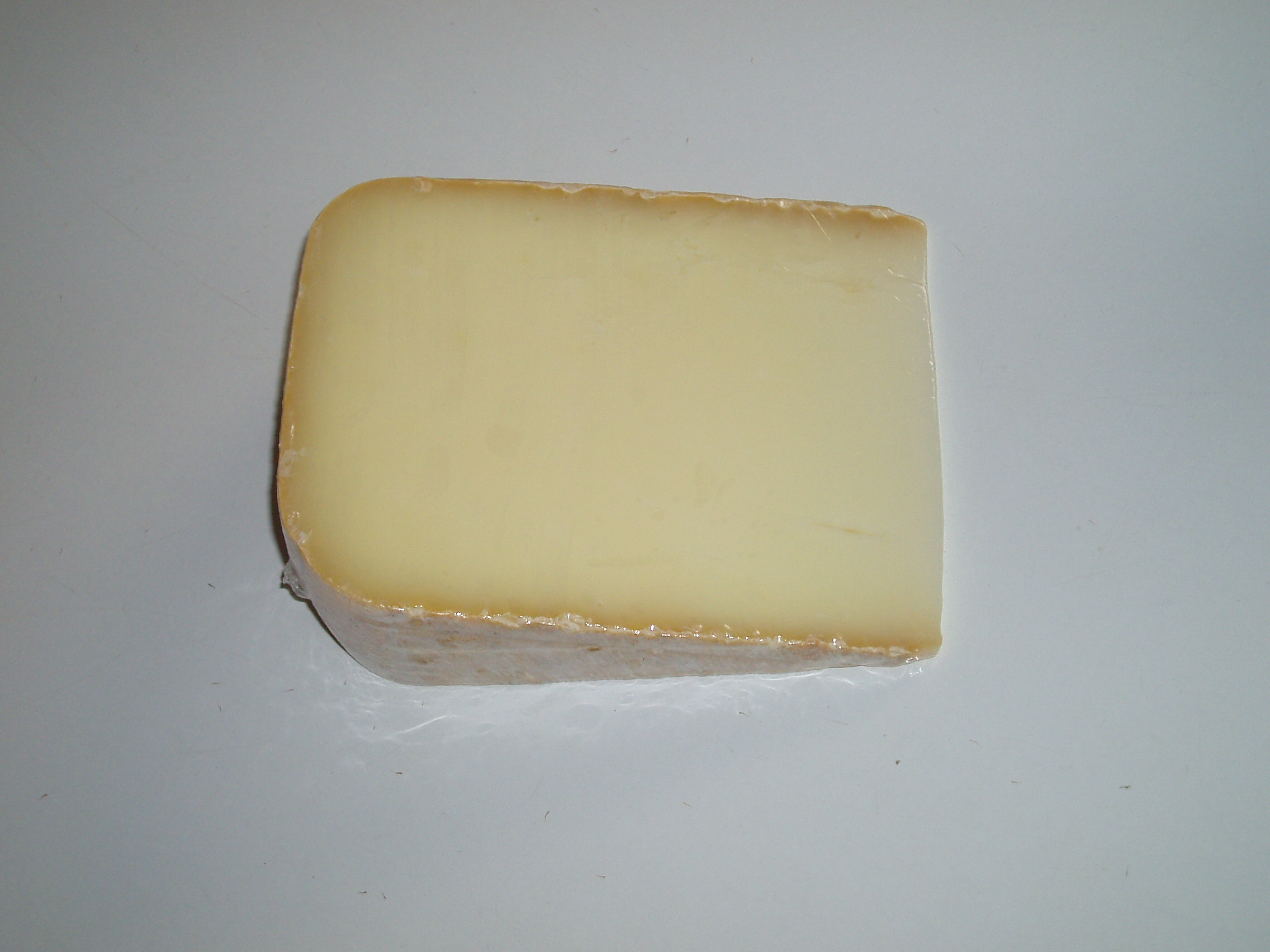
Ossau-Iraty

Sarrance liegt in der Zone AOC des Ossau-Iraty, eines traditionell hergestellten Schnittkäses aus Schafmilch.
Die gute Wasserqualität des Gave erlaubt eine Fischwirtschaft. Seit 1975 produzierte der Betrieb Viviers de Sarrance jährlich mehr als 50 Millionen befruchtete oder für den menschlichen Verzehr bestimmte Kavias-Eier von Regenbogenforellen und Bachforellen, die weltweit versendet wurden. Der Besitz des Betriebs hat 2015 gewechselt und wird in Zukunft unter dem Namen Les Viviers de Rébénacq weitergeführt.

### Sport und Freizeit

Logo des Jakobswegs

- Ecomuseum des Aspetals. Es zeigt in drei Gemeinden des Aspetals mit jeweils einem eigenen Thema das Leben von gestern und heute in der Gebirgsregion. Das Thema von Sarrence dreht sich um die Legende der Marienfigur im Wasser. In Sarrance bedient sich der Besucher eines Audioguides (französisch, spanisch) und wird von einem Führer unterstützt, der u. a. die Legende erzählt.[20]

- Der Fernwanderweg GR 653 von Toulouse nach Jaca, der einem Abschnitt der Via Tolosana entspricht, dem südlichsten der vier Jakobswege, führt durch das Zentrum der Gemeinde.[21]

### Verkehr
Die Gemeinde wird durchquert von der Route départementale 241 und der Route nationale 134.
Die Linie 63 des TER Aquitaine, einer Regionalbahn der staatlichen SNCF, bedient die Strecke von Pau nach Bedous über Oloron-Sainte-Marie, den aktuell betriebenen Teil der Bahnstrecke Pau–Canfranc. Sarrance besitzt einen Haltepunkt auf dieser Linie.

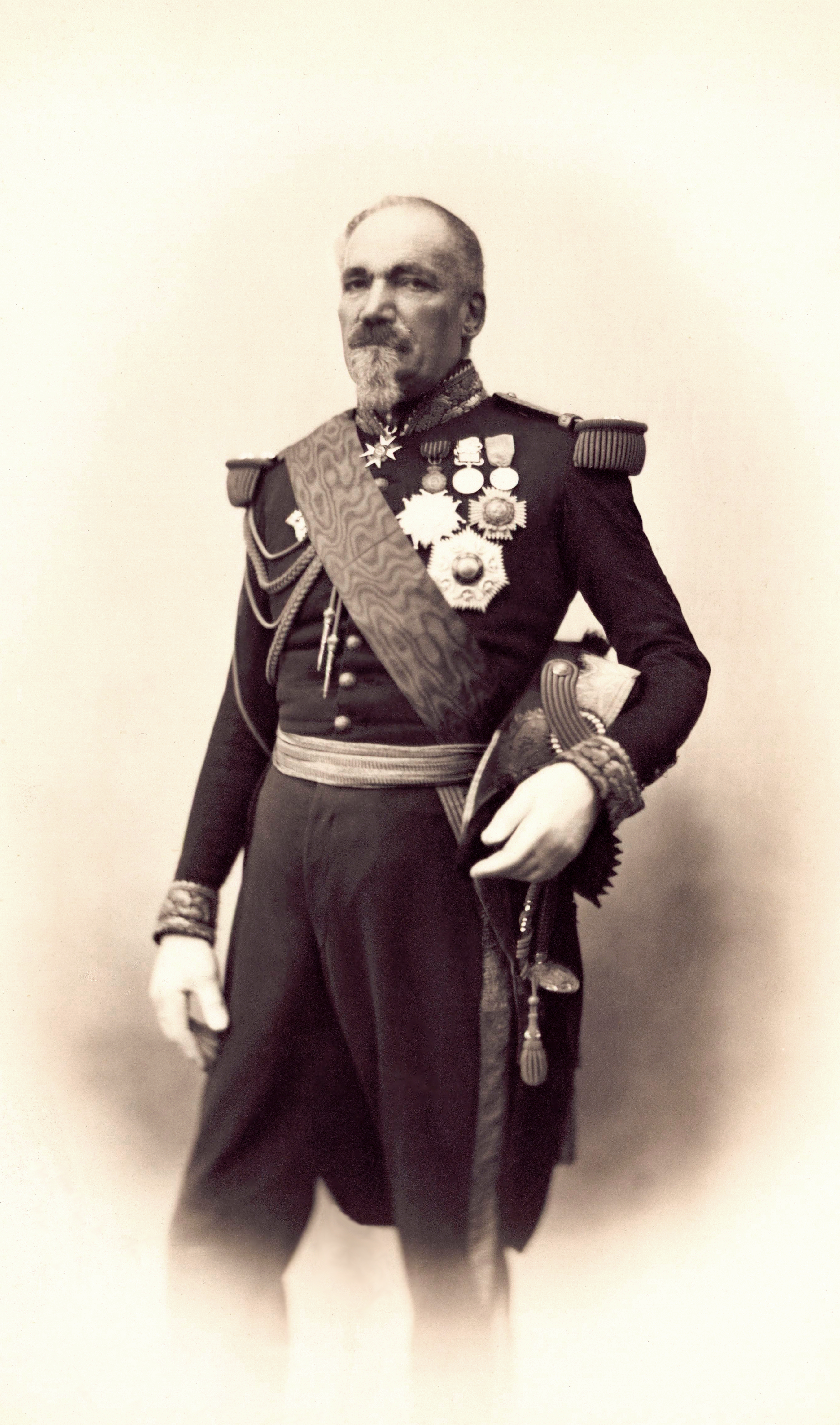
Jacques Camou, 1857

## Persönlichkeiten
Jacques Camou, geboren am 1. Mai 1792 in Sarrance, gestorben am 8. Februar 1868 in Paris, begann seine militärische Laufbahn als Sergeant in der Napoleonischen Armee und beendete sie als französischer General im Zweiten Kaiserreich. Die Rue du Général-Camou im 7. Arrondissement von Paris ist nach ihm benannt worden.